# Bisbat de Roda de Ribagorça
L'efímer Bisbat de Roda, Roda d'Isàvena, o Roda de Ribagorça, va ésser creat l'any 956 o 957 pel comte de Ribagorça Ramon III de Ribagorça, que manifestà la voluntat comtal de tenir jerarquia eclesiàstica pròpia, independitzant-se del bisbat d'Urgell que era qui tenia autoritat sobre aquestes terres per precepte reial de Lluís el Pietós des de 814. Un segle abans ja trobem uns precedents d'aquest bisbat en la creació del bisbat de Pallars-Ribagorça pel bisbe Adolf (o Adulf).
La diòcesi de Roda pervisqué poc més de dos-cents anys, en ser afegida el 1101 al bisbat de Barbastre, malgrat que aquests bisbes conservaren el títol de bisbe de Roda. Ara bé, no acaba aquí la història d'aquest bisbat: en ser conquerida la ciutat de Lleida als àrabs, la importància d'aquesta ciutat feu necessària l'existència d'un bisbat en aquell lloc, i hi fou transferit el bisbat de Roda-Barbastre a Lleida el 1149, si bé l'església de Roda d'Isàvena va conservar el títol de seu catedralícia, i va conservar un capítol catedralici de vuit membres, sota la direcció d'un prior.
Fou al segle xiv que Roda va perdre ja definitivament el caràcter de seu episcopal, i el que hi romania de l'antiga seu fou dut a Lleida, quedant-hi només un priorat amb domini sobre una part de les terres i parròquies del voltant. Convertit en canònica, a mitjan segle xix perdé la comunitat i passà a ser una parròquia més del bisbat de Lleida.
El seu territori inicial coincidia amb el del comtat de Pallars i Ribagorça, que comprenia la part no sotmesa als sarraïns de les comarques de l'Alta Ribagorça, Baixa Ribagorça, Pallars Jussà i Pallars Sobirà, i es va arribar a estendre fins al Sobrarb. Ara bé, les constants disputes al llarg dels anys anaren retallant la seva, en principi, extensa regió. Així, el bisbat d'Urgell aviat s'emparà de la quasi totalitat dels dos Pallars, i més tard de la Vall de Boí i la vall de Barravés, i el 1040 una part del Sobrarb, amb la vall del Gistau, fou unida a Osca. El 1203, arran del trasllat a Lleida, la zona de Barbastre, la Barbatània, també fou afegida a Osca.
El 1573 en fou separat l'ardiaconat de Benasc, que fou unit a la diòcesi de nova creació de Barbastre, de manera que la part del bisbat de Lleida que procedia de l'antic bisbat de Roda va anar quedant aprimat a una franja que resseguia cap al nord la Noguera Ribagorçana. Finalment, la quasi totalitat d'aquest antic bisbat va ser traspassada al bisbat de Barbastre-Montsó actual, quedant com a única romanalla d'aquest bisbat una sèrie de parròquies (avui dia la majoria tancades i en desús) que pertanyen al bisbat de Lleida, però queden tan lluny del seu cap de bisbat, que són administrades des de l'arxiprestat aragonès al qual pertanyien, arxiprestat que pertany actualment al bisbat de Barbastre-Montsó.

## Bisbes de Roda-Barbastre

### Bisbes de Roda (fins a 1100)
| Període     | Nom                  | Ressenya biogràfica |
| ----------- | -------------------- | ------------------- |
| 887 - 922   | Adolf de Pallars     |                     |
| 923 - 955   | Ató de Bigorra       |                     |
| 955 - 975   | Odesind de Ribagorça |                     |
| 988 - 991   | Aimeric I            |                     |
| 996         | Jaume                |                     |
| 1006 - 1015 | Aimeric II           |                     |
| 1017 - 1019 | Borrell              |                     |
| 1023 - 1067 | Arnulf I             |                     |
| 1068 - 1075 | Salomó               |                     |
| 1075 - 1076 | Arnulf II            |                     |
| 1076 - 1094 | Pere Ramon Dalmau    |                     |
| 1094 - 1096 | Llop                 |                     |
| 1097 - 1100 | Ponç de Roda         |                     |

### Bisbes de Barbastre-Roda (1101-1149)
| Període     | Nom                | Ressenya biogràfica |
| ----------- | ------------------ | ------------------- |
| 1100 - 1104 | Sant Ponç o Ebonci |                     |
| 1104 - 1126 | Sant Ramon de Roda |                     |
| 1126 - 1130 | Esteve             |                     |
| 1130 - 1134 | Pere Guillem       |                     |
| 1134        | Ramir el Monjo     |                     |
| 1135 - 1143 | Gaufred            |                     |
| 1143 - 1149 | Guillem Peris      |                     |